# شیرپنیر
شیرپنیر گیاهی است از تیرهٔ روناسیان (نام علمی: Rubiaceae)، راستهٔ گل‌سپاسی‌سانان (Gentianales).
گیاه شیرپنیر که با نام های دیگری نیز شناخته میشود برگ های باریک و کوچکی دارد و ساقه آن ها چهار گوش است.
این گیاه انواع مخولفی دارد و کلا یک ساله یا چند ساله هستند.
از نظر ارتفاع بلندی تمامی گونه های آن تا ۷ سانتی متر میرسد.
در راس این گیاه گل آن قرار دارد که به رنگ زرد دیده میشود.
این گیاه در محل مرطوب و کنار آب ها به طور خودرو می روید.
طبیعت این گیاه گرم و خشک است و در مناطق شمالی نواحی البرز قلعه رستم و ارتفاعات کندوان نیز دیده میشود.
از نام های دیگر گیاه شیرپنیر میتوان به خورشیلک،علف شیر،علف ماست، خیثره نیز اشاره کرد.
از لحاظ دارویی این گیاه بسیار مورد استفاده قرار میگیرد از جمله برای درمان دردمعده، سنگ کلیه، قطع خون ریزی، زخم های سرطانی و افزایش نیروی جنسی.